# П'ятково (Юргинський округ)
П'ятко́во (рос. Пятково) — присілок у складі Юргинського округу Кемеровської області, Росія.

## Населення
Населення — 686 осіб (2010; 655 у 2002).
Національний склад (станом на 2002 рік):
- росіяни — 95 %